# Yonny Hernández
Yonny Hernández (* 25. Juli 1988 in Medellín) ist ein kolumbianischer Motorradrennfahrer.

## Karriere
Hernández begann im Alter von 15 Jahren zunächst Motocross-Rennen zu fahren. 2003 und 2005 gewann er die nationalen Meisterschaften. 2008 gab er sein Debüt im Straßenrennen. 2009 beendete er die Saison in der spanischen Meisterschaft der Supersport-Klasse auf dem Vierten Gesamtrang. 2010 gelang ihm der Sprung in die Moto2. Im Blusens-STX-Team sammelte er im Laufe der Saison 32 Weltmeisterschaftspunkte und sicherte sich damit Rang 19 in der Gesamtwertung. 2011 blieb er bei seinem Team und erfuhr auf einer FTR-Maschine 43 Punkte. Aufgrund einer Verletzung an der Hand musste er drei Rennen pausieren. 2012 stieg Hernández in die MotoGP auf. Für das Avintia Blusens-Team holte er 28 Punkte. Die Saison endete für ihn verletzungsbedingt vorzeitig.
2013 trat Hernández, bis einschließlich des Großen Preises von San Marino, für das Team Paul Bird Motorsport an. Sein Teamkollege dort war der Brite Michael Laverty. Ab dem Großen Preis von Aragonien wechselte er zu Pramac Racing, wo er bis zum Ende der Saison 2015 blieb. 2016 fuhr Yonny Hernández für das Aspar MotoGP Team von Jorge Martínez. Sein Teamkollege war der Ire Eugene Laverty.
2021 fährt Hernández im MotoE World Cup für sein früheres MotoGP-Team Pramac Racing.

## Statistik

### In der Motorrad-Weltmeisterschaft
| Saison | Klasse | Team                      | Motorrad | Rennen | Rennen | Siege | Podien | Poles | Punkte | Punkte | Ergebnis |
| ------ | ------ | ------------------------- | -------- | ------ | ------ | ----- | ------ | ----- | ------ | ------ | -------- |
| 2010   | Moto2  | Blusens–STX               | BQR      | 17     | 17     | –     | –      | –     | 32     | 32     | 21.      |
| 2011   | Moto2  | Blusens–STX               | FTR      | 14     | 14     | –     | –      | –     | 43     | 43     | 19.      |
| 2012   | MotoGP | Avintia Blusens           | BQR-FTR  | 15     | 15     | –     | –      | –     | 28     | 28     | 17.      |
| 2013   | MotoGP | Ignite Pramac Racing      | Ducati   | 13     | 18     | –     | –      | –     | 7      | 21     | 18.      |
| 2013   | MotoGP | Paul Bird Motorsport      | ART      | 5      | 18     | –     | –      | –     | 14     | 21     | 18.      |
| 2014   | MotoGP | Energy T.I. Pramac Racing | Ducati   | 18     | 18     | –     | –      | –     | 53     | 53     | 15.      |
| 2015   | MotoGP | Octo Pramac Racing        | Ducati   | 18     | 18     | –     | –      | –     | 56     | 56     | 14.      |
| 2016   | MotoGP | Pull & Bear Aspar Team    | Ducati   | 18     | 18     | –     | –      | –     | 20     | 20     | 22.      |
| 2017   | Moto2  | AGR Team                  | Kalex    | 9      | 9      | –     | –      | –     | 16     | 16     | 24.      |
| 2021   | MotoE  | Pramac MotoE              | Energica | 7      | 7      | –     | –      | –     | 47     | 47     | 10.      |
| Gesamt | Gesamt | Gesamt                    | Gesamt   | 134    | 134    | 0     | 0      | 0     | 316    | 316    |          |